# (17638) Sualan
(17638) Sualan (1996 PB1) – planetoida z pasa głównego asteroid okrążająca Słońce w ciągu 3,67 lat w średniej odległości 2,38 j.a. Odkryta 11 sierpnia 1996 roku.